# Reemplazo conservativo
Un reemplazo conservativo (también llamado mutación conservativa o sustitución conservativa) es un reemplazo de aminoácidos en una proteína que cambia un aminoácido dado a un aminoácido diferente con propiedades bioquímicas similares (por ejemplo, carga, hidrofobicidad y tamaño).
Por el contrario, un reemplazo radical, o sustitución radical, es un reemplazo de aminoácidos que intercambia un aminoácido inicial por un aminoácido final con diferentes propiedades fisicoquímicas.

## Descripción
Hay 20 aminoácidos naturales, sin embargo, algunos de estos comparten características similares. Por ejemplo, leucina e isoleucina son ambos hidrófobos ramificados alifáticos. De manera similar, el ácido aspártico y el ácido glutámico son residuos pequeños, cargados negativamente. 
Aunque hay muchas formas de clasificar los aminoácidos, a menudo se clasifican en seis clases principales en función de su estructura y las características químicas generales de sus cadenas laterales (grupos R). 
| Clase                                    | Aminoácidos                                           | Código de 1 letra |
| ---------------------------------------- | ----------------------------------------------------- | ----------------- |
| Alifático                                | Glicina, Alanina, Valina, Leucina, Isoleucina         | G, A, V, L, I     |
| Contenido de hidroxilo o azufre/ selenio | Serina, Cisteína, Selenocisteína, Treonina, Metionina | S, C, U, T, M     |
| Cíclico                                  | Prolina                                               | PAG               |
| Aromático                                | Fenilalanina, Tirosina, Triptófano                    | F, Y, W           |
| Básico                                   | Histidina, Lisina, Arginina                           | H, K, R           |
| Ácido y sus amidas                       | Aspartato, Glutamato, Asparagina, Glutamina           | D, E, N, Q        |

Las distancias fisicoquímicas apuntan a cuantificar la disimilitud intraclase e interclase entre los aminoácidos en función de sus propiedades medibles, y muchas de estas medidas se han propuesto en la literatura. Debido a su simplicidad, dos de las medidas más utilizadas son las de Grantham (1974) y Miyata et al (1979). Por lo tanto, un reemplazo conservador es un intercambio entre dos aminoácidos separados por una pequeña distancia fisicoquímica. Por el contrario, un reemplazo radical es un intercambio entre dos aminoácidos separados por una gran distancia fisicoquímica. 

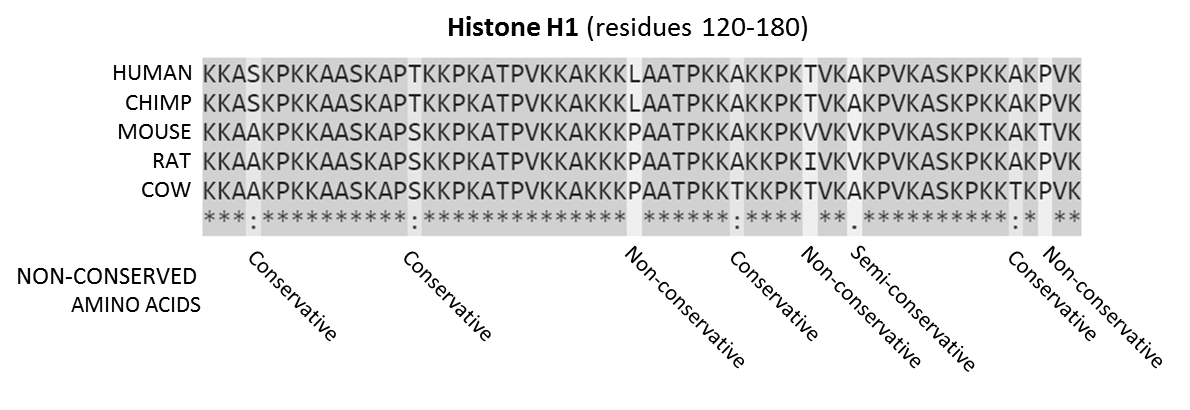
Una alineación de secuencia múltiple, producida por ClustalO, de cinco proteínas histona H1 de mamífero. Las secuencias son los aminoácidos para los residuos 120-180 de las proteínas. Los residuos que se conservan en todas las secuencias se resaltan en gris. Debajo de cada sitio (es decir, posición) de la alineación de la secuencia de proteínas hay una clave que denota sitios conservados (*), sitios con reemplazos conservadores (:), sitios con reemplazos semiconservadores (.) Y sitios con reemplazos no conservativos (.)

## Impacto en la función
Los reemplazos conservadores en proteínas a menudo tienen un efecto menor en la función que los reemplazos no conservadores. El efecto reducido de los reemplazos conservadores en la función también se puede ver en la aparición de diferentes reemplazos en la naturaleza. Los reemplazos no conservadores entre proteínas tienen muchas más probabilidades de eliminarse mediante selección natural debido a sus efectos nocivos. 